# Lorophyton
Lorophyton Fairon-Demaret et C. S. Li 1993 es un género de Pteridophyta conocido a partir de los restos fósiles de un ejemplar excepcionalmente conservado localizado en rocas pertenecientes a la edad Eifeliense, del periodo Devónico Medio en un yacimiento de Bélgica. Incluye en la actualidad una única especie, Lorophyton goense, caracterizada por una anatomía similar a Pseudosporochnus, con un tronco o fuste delgado coronado por un penacho de ramificaciones y con un bulbo basal portador de raíces adventicias. Es precisamente este  sistema radicular el rasgo más notable del género por ser el más antiguo y uno de los más completos de su clase.

## Morfología
El género Lorophyton y su única especie Lorophyton goense , fue descrito a partir del fósil de un espécimen excepcionalmente bien conservado, probablemente un ejemplar juvenil a juzgar por su tamaño, en un yacimiento de Goé (Lindburgo, Bélgica). Su anatomía general es similar al del resto de representantes del orden Pseudosporochnales con un tronco con ramificaciones insertadas lateralmente profusamente divididas y portadoras de órganos vegetativos y fértiles y una zona basal ensanchada denominada bulbo basal con numerosas raíces adventicias de estrecho diámetro.
El tallo principal conocido posee unos 2 centímetros de diámetro máximo y se le ha estimado una altura total de 50 centímetros. A pesar de que el fuste se encuentra en buen estado no ha sido posible observar con detalle su organización interna y las características de su cilindro vascular son desconocidas.
Insertadas lateralmente en el tallo se situaban unas ramificaciones especialmente numerosas en el ápice, donde formaban un penacho o corona como el conocido en otros miembros de su grupo. Debido a que se cree que este ejemplar representa un estado temprano de desarrollo es posible que los ejemplares adultos perdieran las ramificaciones del fuste y mantuvieran únicamente las de la corona como ocurría en los géneros Wattieza y Pseudosporochnus.
Las ramificaciones de Lorophyton se encontraban profusamente divididas formando una red tridimensional. Los apéndices con función vegetativa, los encargados de realizar la fotosíntesis representan la mayoría de las ramas laterales y únicamente algunas de ellas eran unidades fértiles. Estas ramificaciones fértiles tuvieron una morfología diferente de las vegetativas de modo que dicotomizaban asimétricamente en dos pseudoejes de mayor tamaño que los observados en otras partes de la planta. Cada uno de estos ejes portaba una trifurcación continuada por una numerosa ramificación. El último segmento de estas ramificaciones fértiles terminaba en un par de esporangios péndulos aunque algunas de ellas mantenían la morfología de una unidad vegetativa.
La base del tronco se encontraba notablemente ensanchada formando un bulbo basal muy robusto de cuya zona inferior emergían numerosas raíces adventicias. El sistema radicular de Lorophyton es uno de los mejor conocidos del grupo Cladoxylopsida y además representa el más antiguo conocido hasta el momento con sus características. Las raíces presente, en un número más pequeño que el que poseía Pietzschia, crecían a partir del bulbo basal formando un ángulo agudo y se dividían al menos una vez a escasa distancia de su unión al tallo, hecho no observado en otros géneros. Por el material sedimentario unido a las raíces en el fósil se ha podido establecer que el sistema radicular al completo se encontraba enterrado y que ninguna de sus raíces nacían en la parte aérea como sí ocurría en Calamophyton.